# Lotto-Caloi/1994
Deze pagina geeft een overzicht van de Lotto-Caloi wielerploeg in  1994.

## Algemene gegevens
Sponsors: Belgische Nationale Loterij, Caloi (fietsmerk)
Ploegleiders: Jean-Luc Vandenbroucke, Jef Braeckevelt, Hugo De Dier
Fietsmerk: Caloi

## Renners
| Naam                           | Geboortedatum | Nationaliteit | Ploeg 1993       |
| ------------------------------ | ------------- | ------------- | ---------------- |
| Serge Baguet                   | 18-08-1969    | België        |                  |
| Mario De Clercq                | 05-03-1966    | België        |                  |
| Peter De Clercq                | 02-07-1966    | België        |                  |
| Tom Desmet                     | 29-11-1969    | België        |                  |
| Peter Farazijn                 | 27-01-1969    | België        |                  |
| Herman Frison                  | 16-04-1961    | België        |                  |
| Stéphane Hennebert             | 02-06-1969    | België        |                  |
| Pierre Herinne                 | 09-09-1968    | België        |                  |
| Wanderley Magalhães Azevedo    | 08-10-1966    | Brazilië      |                  |
| Nico Mattan                    | 17-07-1971    | België        |                  |
| Wim Omloop                     | 05-10-1971    | België        | La William-Duvel |
| Mauro Ribeiro                  | 19-06-1964    | Brazilië      | Chazal-Vetta-MBK |
| Luc Roosen                     | 17-09-1964    | België        |                  |
| Andrei Tchmil                  | 22-01-1963    | Moldavië      | GB-MG Maglificio |
| Jim Van De Laer                | 11-04-1968    | België        |                  |
| Kurt Van De Wouwer             | 24-09-1971    | België        |                  |
| Frank Van Den Abeele           | 03-01-1966    | België        |                  |
| Frank Vandenbroucke            | 06-11-1974    | België        |                  |
| Michel Vanhaecke               | 24-09-1971    | België        |                  |
| Rudy Verdonck                  | 07-08-1965    | België        | Gatorade         |
| Stagiairs                      |               |               |                  |
| Giovanni Cornette (stagiair)   | 27-08-1971    | België        |                  |
| Sebastien Demarbaix (stagiair) | 19-12-1973    | België        |                  |
| Robbie Vandaele (stagiair)     | 24-04-1972    | België        |                  |

## Belangrijke overwinningen
| Ronde van de Middellandse Zee 6e etappe: Frank Vandenbroucke E3 Prijs Harelbeke Andrei Tchmil Driedaagse van De Panne-Koksijde 2e etappe; Andrei Tchmil Parijs-Roubaix Andrei Tchmil GP van Wallonië Peter Farazijn Route du Sud Peter De Clercq | Dwars door Morbihan Peter De Clercq Nokere Koerse Peter De Clercq GP Ouest France-Plouay Andrei Tchmil Route du Sud 1e etappe deel B: Peter De Clercq Kellogg's Tour of Britain 3e etappe b: Andrei Tchmil Kattekoers Robbie Vandaele |

1985 · 1986 · 1987 · 1988 · 1989 · 1990 · 1991 · 1992 · 1993 · 1994 · 1995 · 1996 · 1997 · 1998 · 1999 · 2000 · 2001 · 2002 · 2003 · 2004 · 2005 · 2006 · 2007 · 2008 · 2009 · 2010 · 2011 · 2012 · 2013 · 2014 · 2015 · 2016 · 2017 · 2018 · 2019 · 2020 · 2021 · 2022 · 2023 · 2024 · 2025